# Агата Карчмарек
Варшава
Агата Јадвига Карчмарек (рођена Јарошек; Варшава 29. новембар 1963 — 18. јул 2016) бивша је пољска гимнастичарка и атлетичарка где се специјализовала за скок удаљ.

## Спортска биографија
Агата Карчмарек је своју каријеру започела као спортска гимнастичарка, која се такмичила за Пољску на Олимпијским играма 1980. у Москви, завршивши као седма у екипнпј конкуренцији. У појединачном вишебоју заузела је 42. место.  Најуспешнија је била у прескоку 35.
Средином 80-их прошлог века, бави се атлетиком специјализујући се за скок удаљ. Ускоро улази у атлетску репрезентацију Пољске са којом је 3 пута учествовала на Летњим олимпијаким играма 1988. 1992 и 1996. На светским првенствима на отвореном 5 пута (1991, 1993, 1995, 1997. и 1999) а на светским првенствима у дворани 4 пута (1987, 1989, 1993, и 1997).
Њено најуспешније такмичење било је 1997. године када је освојила бронзану медаљу на Светском дворанском првенстви у Паризу резултатом 6,71 метар.
Учествовала је и на 6 европских првенстава: 3. на отвореном (1986, 1994. и 1998) и 3 у дворани (1987, 1989. и 1994).
Њен лични рекорд је био 6,97 м, постављен у Лублину 1988. То је био и национални рекорд Пољске који до данас (2018) није оборен.

## Значајнији резултати

### Атлетика
| Год.                 | Такмичење                    | Место                | Плас.                | Рез.                 | Детаљи               |
| Представљала Пољску  | Представљала Пољску          | Представљала Пољску  | Представљала Пољску  | Представљала Пољску  | Представљала Пољску  |
| Дисциплина Скок удаљ | Дисциплина Скок удаљ         | Дисциплина Скок удаљ | Дисциплина Скок удаљ | Дисциплина Скок удаљ | Дисциплина Скок удаљ |
| -------------------- | ---------------------------- | -------------------- | -------------------- | -------------------- | -------------------- |
| 1986.                | Европско првенство           | Штутгарт, Немачка    | 11.                  | 6,37 м               | [ 5 ]                |
| 1987.                | Европско првенство у дворани | Лијевен, Француска   | 5.                   | 6,57 м               | [ 6 ]                |
| 1987.                | Светско првенство у дворани  | Индијанаполис, САД   | 6.                   | 6,43 м               | [ 7 ]                |
| 1988.                | Олимпијске игре              | Сеул Јужна Кореја    | 7.                   | 6,60 м               | [ 8 ]                |
| 1989                 | Европско првенство у дворани | Хаг, Холандија       | 5.                   | 6,56 м               | [ 9 ]                |
| 1989                 | Светско првенство у дворани  | Будимпешта, Мађарска | 6.                   | 6,31 м               |                      |
| 1991                 | Светско првенство            | Токио, Јапан         | 18.                  | 6,55 м               |                      |
| 1992.                | Олимпијске игре              | Барселона, Шпанија   | 10.                  | 6,41 м               |                      |
| 1993                 | Светско првенство у дворани  | Торонто, Канада      | 14.                  | 6,28 м               |                      |
| 1993                 | Светско првенство            | Штутгарт, Немачка    | 8.                   | 6,57 м               |                      |
| 1994                 | Европско првенство у дворани | Париз, Француска     | 6.                   | 6,60 м               | [ 10 ]               |
| 1994                 | Европско првенство           | Хелсинки, Финска     | 6.                   | 6,67 м               |                      |
| 1995.                | Светско првенство            | Гетеборг, Шведска    | 7.                   | 6.71 м               |                      |
| 1996.                | Олимпијске игре              | Атланта, САД         | 6.                   | 6,90 м               |                      |
| 1997.                | Светско првенство у дворани  | Париз, Француска     |                      | 6,71 м               |                      |
| 1997.                | Светско првенство            | Атина, Грчка         | 22.                  | 6,44 м               |                      |
| 1998.                | Европско првенство           | Будимпешта, Мађарска | 14.                  | 6,38 м               |                      |
| 1999.                | Светско првенство            | Севиља, Шпанија      | 14.                  | 6,58 м               |                      |